# Vinny Appice
Vincent „Vinny“ Appice (* 13. září 1957 v Brooklynu, New York) je rockový bubeník, známý pro své působení ve skupinách Dio a Black Sabbath. Je mladším bratrem o 11 let staršího rockového bubeníka Carmine Appice, který hrál ve skupinách Vanilla Fudge a Cactus. V současné době působí ve skupině 3 Legged Dogg. Od roku 2014 vystupuje se skupinou Last in Line.
V říjnu 2012 vystoupil spolu se svým bratrem v rámci projektu Drum Wars v Brně.

## Vybavení
Vinny používá bicí značky Sawtooth a velmi dlouho činely Sabian a paličky ChromaCast 5B. Dříve používal bicí od značek Tama, DW Drums, Ddrum. Chvíli používal činely značky Istanbul Mehmet. A dlouho hrál na paličky značky Vic Firth 5B.

### Sawtooth Drums Hickory Series
- 8" x 7" Tom
- 10" x 8" Tom
- 12" x 9" Tom
- 13" x 10" Tom
- 16" x 16" Floor Tom
- 18" x 18" Floor Tom
- 24" x 14" Bass Drum

### činely Sabian
- 14" AA Rock Hi-Hat
- 18" AA Medium Crash
- 20" AA Rock Ride
- 18" AA Rock Crash
- 19" AAX X-Plosion Crash

## Diskografie

### Axis
- It's A Circus World (1978)

### Black Sabbath
- Mob Rules (1981)
- Live Evil (1982)
- Dehumanizer (1992)
- Black Sabbath: The Dio Years (2007)

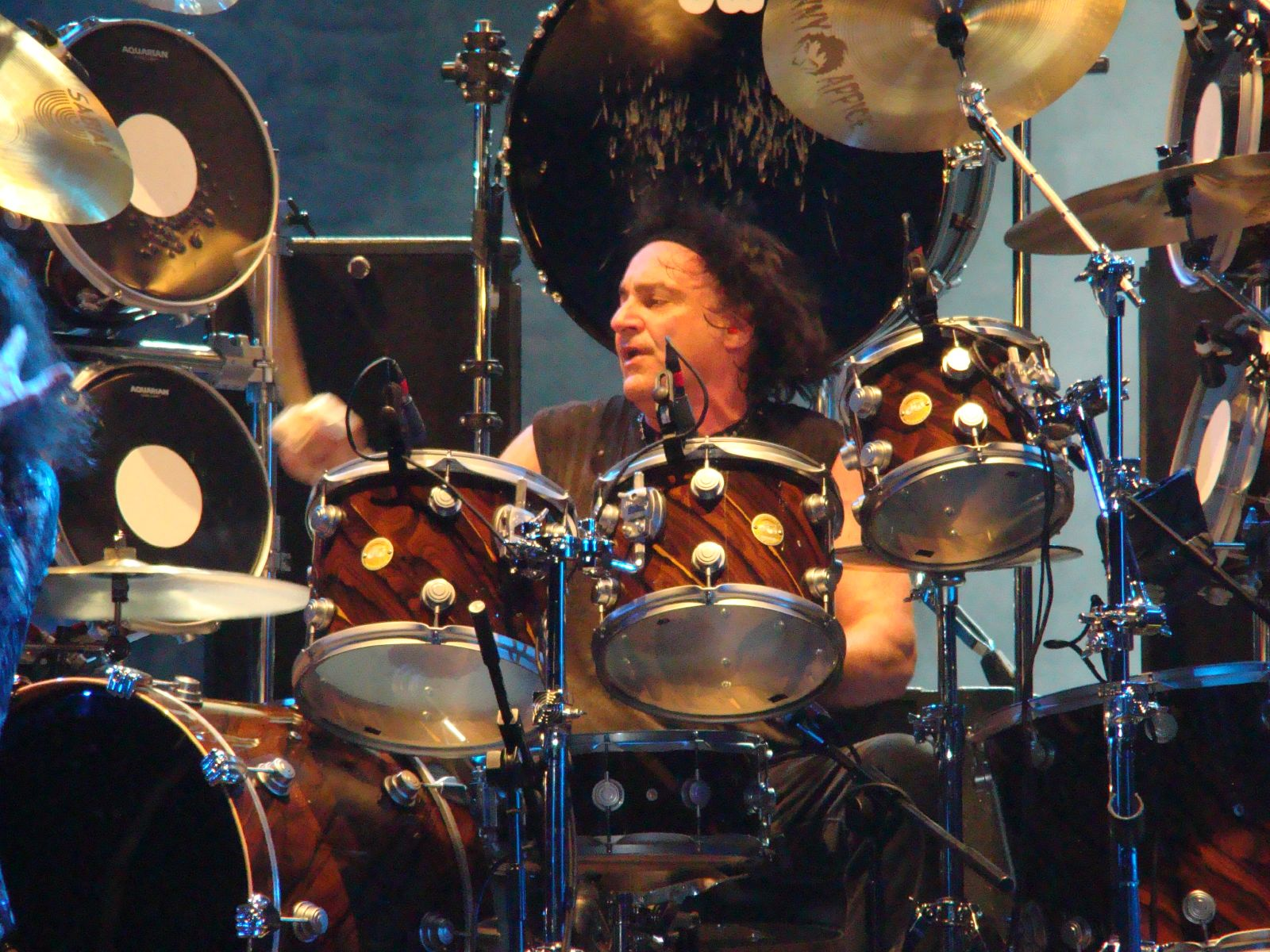
Vinny Appice v roce 2007 se skupinou Heaven and Hell.

- Live at Hammersmith Odeon (2007)

### Heaven and Hell
- Live from Radio City Music Hall (2007)
- The Devil You Know (2009)

### Dio
- Holy Diver (1983)
- The Last in Line (1984)
- Sacred Heart (1985)
- Intermission (1985)
- Dream Evil (1987)
- Strange Highways (1994)
- Angry Machines (1996)
- Inferno - Last in Live (1998)

### Rick Derringer
- Derringer (1976)
- Sweet Evil (1977)
- Derringer Live (1977)

### World War III
- World War III (1990)

### Power Project
- Dinosaurs (2006)

### 3 Legged Dogg
- Frozen Summer (2006)